# Bohdaniwka (Boryspil)
Bohdaniwka (ukrainisch Богданівка; russisch Богдановка Bogdanowka) ist ein Dorf im Osten der ukrainischen Oblast Kiew mit etwa 780 Einwohnern (2006).
Bekannt ist das Dorf als Geburts- und Wirkungsort der Volkskünstlerin Kateryna Bilokur.

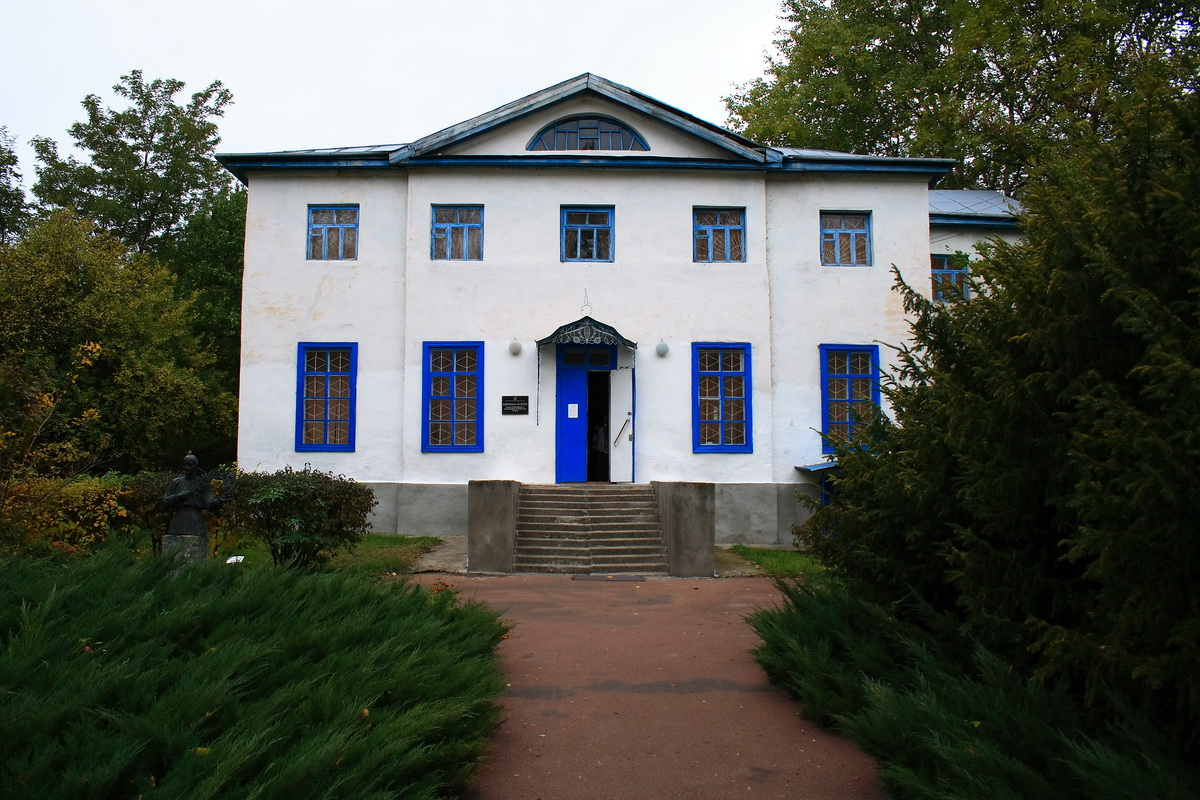
Haus in Bohdaniwka

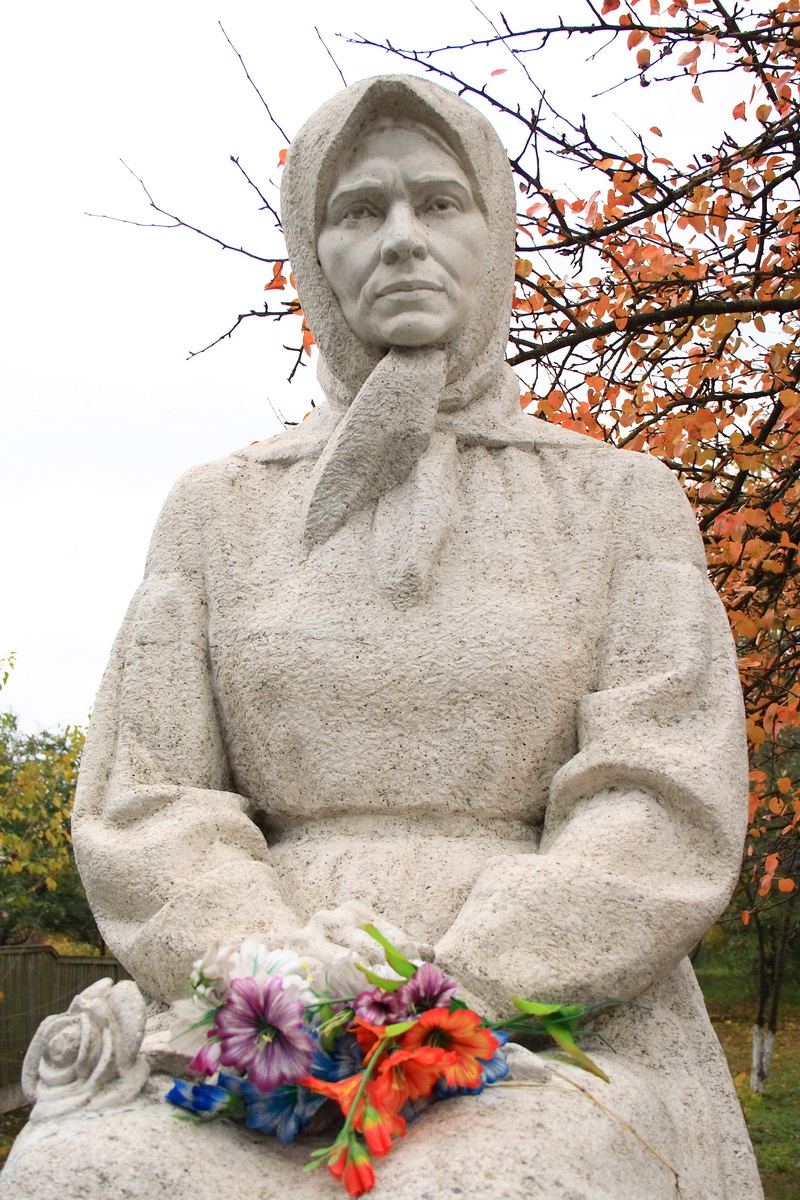
Statue von Kateryna Bilokur bei dem Museum im Ort

Das 1730 gegründete Dorf lag bis zur Gebietsreform durch die Kommunisten im Ujesd Pyrjatyn im Gouvernement Poltawa. Im Dorf befindet sich im ehemaligen Wohnhaus von Kateryna Bilokur, einer Volkskünstlerin, die hier zwischen 1900 und 1961 lebte, ein Museum über die Künstlerin. Südlich vom Dorf befindet sich eine Bahnstation an der Bahnstrecke Kiew–Poltawa.
Bohdaniwka liegt an der Fernstraße M 03 im Osten des Rajon Boryspil an der Grenze zur Oblast Poltawa. Das ehemalige Rajonzentrum Jahotyn befindet sich 23 km westlich und die Hauptstadt Kiew liegt 120 km westlich des Dorfes.
Am 12. Juni 2020 wurde dad Dorf ein Teil der neugegründeten Stadtgemeinde Jahotyn, bis dahin bildete es zusammen mit dem Dorf Koptewytschiwka (Коптевичівка) die gleichnamige Landratsgemeinde Bohdaniwka (Богданівська сільська рада/Bohdaniwska silska rada) im Osten des Rajons Jahotyn.
Am 17. Juli 2020 kam es im Zuge einer großen Rajonsreform zum Anschluss des Rajonsgebietes an den Rajon Boryspil.

## Persönlichkeiten
- Kateryna Bilokur (1900–1961); ukrainische Volkskünstlerin, Künstlerin der naiven Malerei